# Le Long du fleuve
Pour les articles homonymes, voir Le Long du fleuve.
Albums de Pascal Obispo
Plus que tout au monde
(1992)
Singles
1. Les avions se souviennent / Quand les héros reviendront
Sortie : 1990

Le long du fleuve est le premier album studio du chanteur Pascal Obispo sorti le 14 mai 1990 par EMI. L'album passé inaperçu à l'époque  est depuis introuvable et considéré comme un « collector ». L'album comprend des titres qui avaient été enregistrés pour un album du groupe Senso dont Obispo était membre avec Franck Darcel.

## Liste des chansons
| 1.    | Jeune révolution            | Franck Darcel / Pascal Obispo    | 3:59 |
| 2.    | Le Long du fleuve           | Franck Darcel / Pascal Obispo    | 2:59 |
| 3.    | Je voudrais être dangereux  | Franck Darcel / Pascal Obispo    | 4:54 |
| 4.    | Etrange journée             | Franck Darcel / Romuald Cespedes | 4:26 |
| 5.    | Les avions se souviennent   | Franck Darcel / Alain Le Flour   | 4:19 |
| 6.    | Les Rues d'Israël           | Franck Darcel / Frédéric Renaud  | 3:54 |
| 7.    | Les Mêmes Jours             | Pascal Obispo / Jean-Luc Goujon  | 3:53 |
| 8.    | J'oublierai qui je suis     | Franck Darcel / Pascal Obispo    | 3:55 |
| 9.    | Quand les héros reviendront | Franck Darcel / Pascal Obispo    | 3:20 |
| 35:39 |                             |                                  |      |

Notes de pochette :
Producteurs executifs - Christophe Lameignère / Fabrice Benoît / Jean-François Pichon